# Joves Tristos
Joves Tristos, va ser una publicació humorista en català editada a Igualada l'any 1910.

## Descripció
Portava el subtítol Periódich Mistich Intermitent. Tenia l'administració al carrer d'Òdena, núm. 1 i s'imprimia al taller de Montserrat Puget. Tenia vuit pàgines i dues columnes, amb un format de 32 x 22 cm. El primer i únic número es va publicar, sense data, l'1 d'abril de 1910.
Va sortir sense un projecte clar de periodicitat: sortirà ab tota irregularitat. Per a que tirém un número nou será precís: A) que s'hagin agotat tots els exemplars del número anterior –donchs no hi volem perdre quartos- y B) que’ls de la Redacció estiguem d'humor per a escriurer.

## Continguts
Era una publicació que volia tractar amb humor la vida igualadina. Crtiticava irònicament l'estil dels principals redactors de les altres revistes locals i diuen Serém lo suficient indiscrets pera que puguin censurarnos els periodistas locals; aixo’ns ho agrairán donchs que’ls donará materia pera escriurer cosa que no acostuma aá sobrarloshi.
També feia comentaris sobre l'elegància i la manera de vestir de moltes noies igualadines citant els noms propis. Això de veure’l nostre nom en lletres de motllo es cosa que impressiona de moment, però després, un s'hi acostuma y fins hi arriba á trobar gust.
Finalment, hi havia acudits i notícies curtes, sempre en to de broma.
Els redactors eren alguns amichs quin incognit procurarem conservar. Tots els articles van signats amb pseudònims com Fluixet, Manelet, Granota, Piu-Piu, etc.

## Localització
- Biblioteca Central d'Igualada. Plaça de Cal Font. Igualada